# Vallentigny
Vallentigny és un municipi francès situat al departament de l'Aube i a la regió del Gran Est. L'any 2007 tenia 208 habitants.

## Demografia

### Població
El 2007 la població de fet de Vallentigny era de 208 persones. Hi havia 81 famílies de les quals 20 eren unipersonals (12 homes vivint sols i 8 dones vivint soles), 24 parelles sense fills, 33 parelles amb fills i 4 famílies monoparentals amb fills.
La població ha evolucionat segons el següent gràfic:
Habitants censats

### Habitatges
El 2007 hi havia 92 habitatges, 80 eren l'habitatge principal de la família, 5 eren segones residències i 7 estaven desocupats. 91 eren cases i 1 era un apartament. Dels 80 habitatges principals, 62 estaven ocupats pels seus propietaris, 13 estaven llogats i ocupats pels llogaters i 4 estaven cedits a títol gratuït; 16 tenien tres cambres, 16 en tenien quatre i 47 en tenien cinc o més. 43 habitatges disposaven pel capbaix d'una plaça de pàrquing. A 29 habitatges hi havia un automòbil i a 37 n'hi havia dos o més.

### Piràmide de població
La piràmide de població per edats i sexe el 2009 era:
| Homes | Edats   | Dones |
| ----- | ------- | ----- |
| 4     | 95 o +  | 0     |
| 0     | 90 a 94 | 0     |
| 4     | 85 a 89 | 4     |
| 0     | 80 a 84 | 0     |
| 0     | 75 a 79 | 4     |
| 8     | 70 a 74 | 8     |
| 0     | 65 a 69 | 16    |
| 8     | 60 a 64 | 4     |
| 4     | 55 a 59 | 8     |
| 8     | 50 a 54 | 4     |
| 12    | 45 a 49 | 0     |
| 4     | 40 a 44 | 0     |
| 0     | 35 a 39 | 8     |
| 16    | 30 a 34 | 8     |
| 4     | 25 a 29 | 8     |
| 4     | 20 a 24 | 0     |
| 8     | 15 a 19 | 0     |
| 0     | 10 a 14 | 0     |
| 4     | 5 a 9   | 8     |
| 8     | 0 a 4   | 0     |

## Economia
El 2007 la població en edat de treballar era de 126 persones, 91 eren actives i 35 eren inactives. De les 91 persones actives 81 estaven ocupades (50 homes i 31 dones) i 10 estaven aturades (7 homes i 3 dones). De les 35 persones inactives 12 estaven jubilades, 5 estaven estudiant i 18 estaven classificades com a «altres inactius».

### Ingressos
El 2009 a Vallentigny hi havia 80 unitats fiscals que integraven 192 persones, la mediana anual d'ingressos fiscals per persona era de 17.606 €.

### Activitats econòmiques
Dels 3 establiments que hi havia el 2007, 2 eren d'empreses de comerç i reparació d'automòbils i 1 d'una empresa de transport.
L'any 2000 a Vallentigny hi havia 5 explotacions agrícoles que ocupaven un total de 805 hectàrees.

## Equipaments sanitaris i escolars
El 2009 hi havia una escola maternal integrada dins d'un grup escolar amb les comunes properes formant una escola dispersa.

## Poblacions més properes
El següent diagrama mostra les poblacions més properes.